# John G. Bennett
Pour les articles homonymes, voir John Bennett et Bennett.
John Godolphin Bennett, né à Londres le 8 juin 1897 et décédé à Sherbourne le 13 décembre 1974, était un écrivain spiritualiste, mathématicien, ingénieur et directeur de recherches industrielles britannique. Il travailla comme Secrétaire d'État (Royaume-Uni) pour le gouvernement de sa Majesté et dirigea des recherches relatives à l'industrie du charbon (1938-1941). Il a laissé de nombreux ouvrages inspirés par l'enseignement de Georges Gurdjieff (1877-1949). 

## Biographie
Né à Londres d'une mère américaine et d'un père britannique, John G. Benett accède précocement aux fonctions de capitaine dans l'armée de sa Majesté et participe à la Première Guerre mondiale durant laquelle il sera blessé gravement en France. Vers la fin de la guerre il sera transféré à Constantinople après avoir appris la langue turque.